# Tres Cantos
Tres Cantos è una città della comunità autonoma di Madrid. Si trova a 23 chilometri a nord del capoluogo, lungo l'autostrada M-607. Fu fondata agli inizi degli anni '70 e si rese indipendente da Colmenar Viejo nel 1991. Attualmente conta circa 40.000 abitanti.

## Storia
Nel 1971 fu avviata la progettazione di Tres Cantos, nell'ambito del cosiddetto piano ACTUR (Attuazioni Urbanistiche Urgenti), il cui scopo era di creare città satellite nei dintorni delle più grandi città secondo la filosofia delle new town anglosassoni (città residenziali vicine alla capitale in grado di alleggerirne i problemi di alloggio). Inizialmente si pensava di costruire almeno 20.000 alloggi per arrivare ad un totale di 140.000 abitanti ma problemi di fondi portarono ad abbassare molto queste cifre.
Nel 1976 si costituì l'impresa pubblica "Tres Cantos S.A.", con lo scopo di sviluppare il progetto. La costituzione di un gran numero di cooperative fu il motore trainante della costruzione di Tres Cantos. I primi abitanti, i pionieri, iniziarono ad abitare la città nel 1982, con scarsissimi servizi basici. Lentamente la città prendeva forma.
La crescita della città è proseguita finora e il piano regolatore prevede nella parte nord la costruzione di altri quattromila alloggi, che porterebbe in pochi anni il numero di abitanti a circa 60.000.

## Cultura

### Scuole
Tres Cantos conta nove centri educativi pubblici per la scuola primaria e tre per il ciclo secondario oltre ad un buon numero di centri infantili pubblici e privati. Dispone poi di una scuola ufficiale di lingue.

## Amministrazione
Fino al 21 marzo 1991 Tres Cantos fece parte del comune di Colmenar Viejo: quindi si costituì in municipio autonomo. Il primo sindaco fu Antonio Osuna, che governò con una coalizione formata dal partito indipendente TCU ("Tres Cantos Unito"), il Partito Socialista Operaio Spagnolo (PSOE) e l'Associazione Indipendente di Tres Cantos (AITC). Alla morte del sindaco Osuna, solo un anno dopo la sua elezione, il comune passò in mano a José Luis Rodriguez Eyre (TCU). Le elezioni del 1995 furono vinte dal Partito Popolare con Natalia Pérez come sindaco ma la mozione di censura dell'anno seguente rese a Eyre il posto di primo cittadino. L'attuale sindaco è Jesús Moreno García, del Partito Popolare.

### Gemellaggi
- 1995  Aguenit, Sahara Occidentale
- 1996  Nejapa, El Salvador.
- 2004  Saint-Mandé, Francia.
- Columbia, Maryland, USA